# Siamo tutti Gian Burrasca/Pollicino e Pollicina
Siamo tutti Gian Burrasca/Pollicino e Pollicina è un singolo di Rita Pavone, pubblicato dalla RCA Italiana nel 1977.
Il 45 giri venne pubblicato anche in versione promo White label.

## Siamo tutti Gian Burrasca
Siamo tutti Gian Burrasca era uno dei brani tratti dalla trasmissione televisiva Rita ed io del 1977, in onda ogni sabato sera sulla Rete 1, condotta dalla soubrette e da grandi attori della rivista come Carlo Dapporto, Carlo Campanini ed Ettore Conti, e dal compagno  Teddy Reno.
Il brano, arrangiato da Franco Micalizzi e scritto da Bruno Lauzi, fu prodotto da Roberto Davini e vedeva la partecipazione del coro de I Bambini di Nini Comolli. Nel brano partecipa come voce non accreditata anche Jack La Cayenne attore presente nel cast della trasmissione, che figura assieme al piccolo coro e alla Pavone, anche sulla copertina del 45 giri.

## Pollicino e Pollicina
Pollicino e Pollicina è la canzone pubblicata sul lato B del singolo, scritta da Claudio Mattone e Franco Migliacci su arrangiamento di Franco Micalizzi, anch'essa interpretata dalla cantante all'interno della trasmissione.